# Травам не можна помирати
«Травам не можна помирати» — психологічний роман сучасного українського письменника Степана Процюка, який вийшов у 2017 році у київському видавництві «Легенда». Роман висвітлює певні зрізи українського життя в УРСР у 1970-их роках, зокрема письменницький дисидентський рух та співпрацю письменників із радянською владою, а також протистояння нечисленних інакодумців із радянським режимом.
У квітні 2023 року роман був перевиданий у київському видавництві «Наш Формат».

## Сюжет
Роман містить кілька сюжетних ліній, які переплетені між собою; за словами Тетяни Качак, вони «взаємодоповнюють одна одну й творять композиційно цілісний текст». У «Травам не можна помирати» зображено:
- історію зради як внутрішньої трагедії вчителя Миколи Комарницького;
- життя психлікарень, де проти інакодумців застосовували репресивну психіатрію[3];
- історію співпраці Спілки письменників УРСР із радянським режимом та протистояння йому;
- любовна лінія агентки КДБ Світлани-Софії;
- історію життя Олександера Світлого (прототипом якого є Олекса Тихий).

### Персонажі
Одними з головних персонажів роману є вчитель Микола Комарницький і вчителька-агентка Світлана-Софія.
За трактуванням Ігоря Котика, інших персонажів роману «Травам не можна помирати» можна розділити на три основні групи:
- письменники, які співпрацюють із радянською владою (двома ключовими фігурами із цієї групи є Крислатий, Крилатий; до них також можна віднести Михася Сандуляка та Петра Ужинка);
- українські патріоти, які є жертвами радянського режиму (наприклад, Максим Томиленко, який помирає, замордований у психлікарні; також Олександер Світлий і Кость Терен);
- представники радянського режиму: «кагебісти і їхні поплічники»[4] (наприклад, Ніколай Іванович Дурбачов).

### Тематика
Однією з основних тем, якої торкається роман «Травам не можна помирати», є українська мова, зокрема пригнічення української мови у висвітлений період. Автор висвітлює пригноблене становище української мови у період застою і порівнює її з «прокаженою й паралізованою дівчиною в незримій труні»
Іншою важливою темою в романі є колабораціонізм в межах українського дисидентського руху, зокрема мотивація та становище письменників, лояльних до радянської влади. Однією із провідних тем роману є психологія вимушеної (Микола Комарницький) чи зумисної (поет Крилатий) зради. За твердженням проф. Олени Юрчук, символом життя літературної верхівки радянської України в романі є ресторан «Еней».
«Травам не можна помирати» містить любовну лінію: за сюжетом, любовний трикутник розгортається між вчителем «з питомо українським світосприйняттям» Миколою Комарницьким, Софією (Світланою) Сметанюк та її коханцем — майором КДБ Ніколаєм Івановичем Дурбачовим.
Також до теми роману Олена Юрчук відносить комплекс «Великої Матері» в контексті українського чоловіка.
На виборі теми роману позначився батько Степана Процюка Василь Михайлович Процюк, який у кінці 1950-их — на початку 1960-их був політичним в'язнем радянських концтаборів, засуджений за «український буржуазний націоналізм».

## Сприйняття і похідні роботи
Роман «Травам не можна помирати» був презентований у багатьох містах України. Також він здобув популярність серед українців за кордоном завдяки презентаціям, які Степан Процюк провів у кількох містах Європи та Північної Америки, зокрема в Гельсінкі, Римі, Чикаго та Нью-Йорку.
Роман став предметом багатьох рецензій українських літературних оглядачів та критиків. Переважна більшість рецензій позитивно відгукується про твір: наприклад, Христина Букатчук у своїй рецензії на роман стверджує, що він «увінчує аналітику і осмислення української національної дійсності 70-х минулого століття», тоді як Олена Юрчук позитивно оцінює «візійний простір 70-х» роману.
У своїй рецензії «Дещо про любов у часи колабораціонізму» Ігор Котик відносить до сильних сторін книжки висвітлення теми співпраці Спілки письменників із радянським режимом, яка мало висвітлена в сучасній українській літературі. Негативними аспектами «Травам не можна помирати» Котик називає спрощеність у змалюванні деяких персонажів (про «невиписаність» жіночих персонажів говорить і Олена Юрчук) та недоречна, на його думку, публіцистичність книги.
Поруч із виходом книжки було створено буктрейлер до роману, який був презентований в рамках історичного фестивалю «Софія».
У вересні 2017 року було презентовано короткометражний фільм «70-ті», який був знятий за романом «Травам не можна помирати». Режисером та актором фільму є Тарас Бенюк; фільм профінансований міською владою Івано-Франківська.
Наразі триває робота над сценарієм майбутнього фільму за мотивами роману.

## Нагороди і відзнаки
Роман «Травам не можна помирати» став одним із перших проектів новоствореного видавництва «Легенда», вийшовши у «Мисливій серії» «Легенди».
У кінці 2017 року роман увійшов у топ-10 найкращих книг в Україні за версією літературних блогерів (голосування проводилося редакцією книжкового блогу Yakaboo).
Окрім цього, роман «Травам не можна помирати» здобув перемогу у номінації «Проза» конкурсу «Найкраща книжка Прикарпаття — 2017».
У кінці 2018 року в рамках програми поповнення фондів публічних бібліотек Українського інституту книги було закуплено 1500 примірників роману для українських біібліотек.